# Edward William Lane

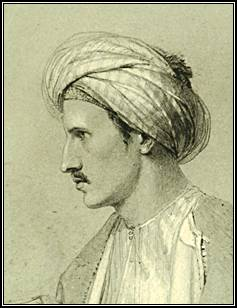
Lane, con turbante turco

Edward William Lane (17 de septiembre de 1801 – 10 de agosto de 1876) fue un orientalista, traductor y lexicógrafo británico. Es conocido por su traducción de Las mil y una noches.

## Biografía

### Primeros años
Lane nació en Hereford, Inglaterra. Fue el tercer hijo del reverendo Theopilus Lane, y resobrino de Thomas Gainsborough por el lado de su madre. Después de la muerte de su padre en 1814, Lane fue enviado a la escuela de gramática en Bath en Hereford, donde muestra talento para las matemáticas. Visita Cambridge, pero no ingresa en su universidad.
Junto a su hermano Richard, estudia grabado en Londres. Al mismo tiempo comenzó el estudio del idioma árabe por su cuenta. Sin embargo, su salud pronto se deterioró. Por el bien de su salud y de una nueva carrera, se embarcó rumbo a Egipto.

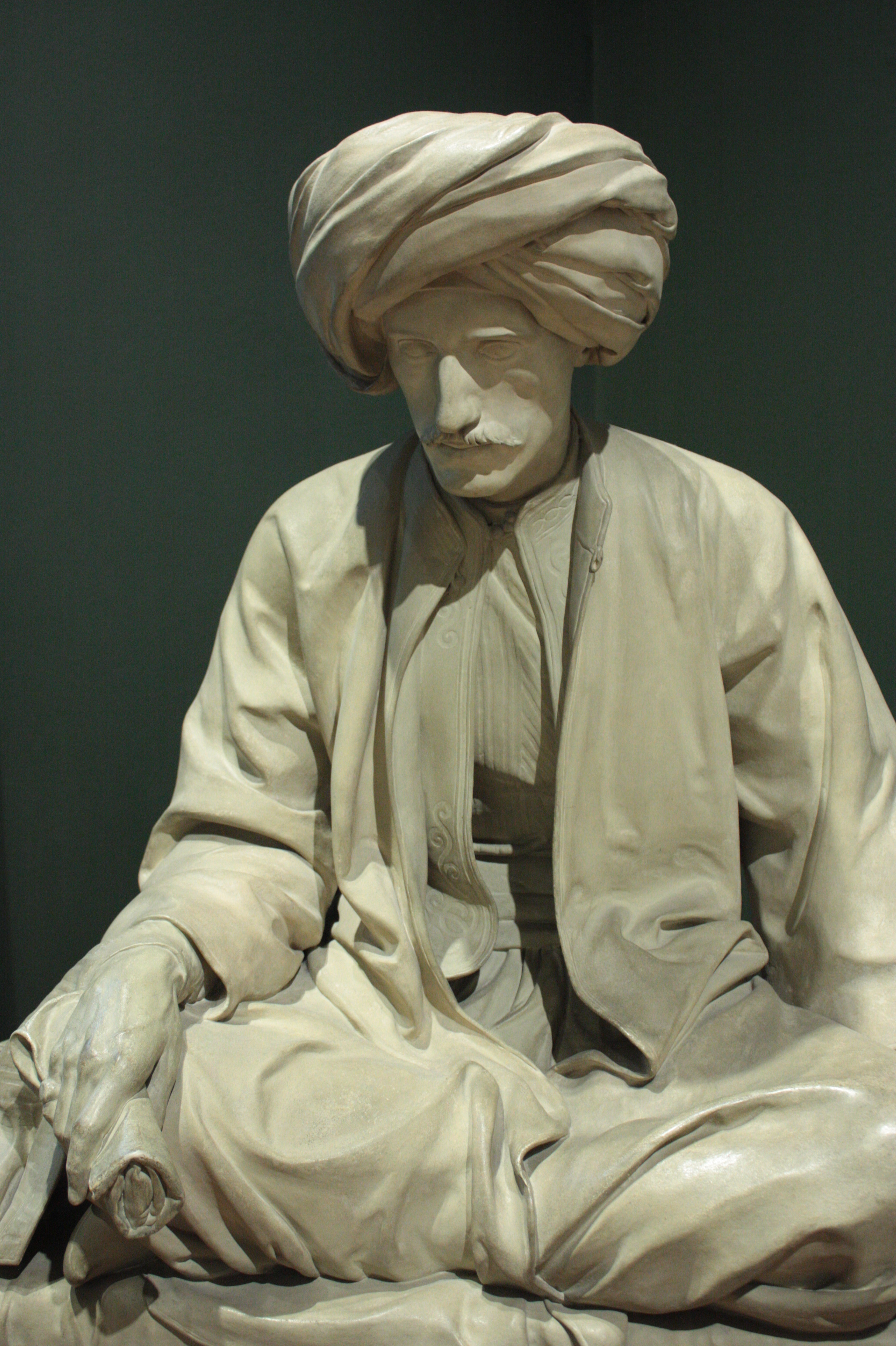
Edward William Lane por Richard James Lane, en 1829.

### Egipto
Lane llegó a Alejandría en septiembre de 1825, y viaja al El Cairo. Estuvo en Egipto unos dos años y medio, mezclándose con los lugareños, vestido al modo turco (la etnicidad del entonces dominante Imperio otomano) y tomando notas de todo lo que ve y oye. En el Viejo Cairo,  vive cerca de Bab al-Hadid, y estudia árabe, entre otros, con Sheikh Muhammad 'Ayyad al-Tantawi (1810 – 1861), quién fue más tarde invitado para enseñar en San Petersburgo, Rusia. Regresó a Inglaterra con sus voluminosas notas en el otoño de 1828.
El interés de Lane por el Egipto antiguo pudo haberse despertado al ver una presentación de Giovanni Battista Belzoni. Su ambición original era publicar un relato de lo que había quedado del Antiguo Egipto. El editor de Londres John Murray mostró interés en editar el proyecto, pero se retractó (cuando se editó la Descripción de Egipto). A sugerencia de Murray, Lane amplió un capítulo del proyecto original en un libro entero, y el resultado fue su Manners and Customs of the Modern Egyptians (1836) (Usos y costumbres de los egipcios modernos), publicado por la Society for the Diffusion of Useful Knowledge. El trabajo en parte se modeló como el libro de Alexander Russell, The Natural History of Aleppo (1756). Lane viajó de nuevo a Egipto, para recoger materiales para ampliar y revisar su trabajo, después que la sociedad aceptó su publicación. El libro (todavía en impresión) prometía ser un éxito, y Lane se ganó una reputación.

Lane era consciente de que su investigación fue obstaculizada por el hecho de que la segregación de género le impidió conseguir una visión detallada de las mujeres egipcias; un aspecto de la vida egipcia que era de particular interés para sus lectores. Se vio obligado a confiar en la información transmitida por los hombres egipcios, como explica:
Muchos maridos de las clases medias, y algunos de las altas, hablar libremente de los asuntos del harén con quien profesa estar de acuerdo con ellos en sus sentimientos morales generales, si no lo han de hablar por medio de un intérprete.
Para obtener más información, años más tarde envió a su hermana, Sophia Lane Poole, de modo que pudiera tener acceso a zonas reservadas de mujeres, como harenes y baños, e informase de lo que encontrara. El resultado fue el libro: Englishwoman in Egypt (Una inglesa en Egipto, The Englishwoman in Egypt: Letters from Cairo, written during a residence there in 1842, 3 & 4, with E.W. Lane Esq., Author of "The Modern Egyptians" By His Sister), aunque el nombre propio de Poole no aparece. Englishwoman in Egypt contiene secciones grandes del trabajo inédito de Lane, alterado de modo que parece bajo la perspectiva de Poole (por ejemplo, que "mi hermano" es sustituido por "yo"). Aun así, Poole también relata experiencias propias de visitas a harenes, que estaban cerrados a visitantes hombres como su hermano.

### Las Mil y Una Noches
El siguiente proyecto importante de Lane era una traducción de Las Mil y Una Noches. Su versión vio la primera luz en entregas mensuales entre los años 1838 y 1840. Se publicó en tres volúmenes en 1840. También una edición revisada en 1859. Se publicaron las anotaciones enciclopédicas después de su muerte, por separado, en 1883, por su sobrino nieto Stanley Lane-Poole, como Arabian Society in the Middle Ages (La sociedad árabe en la Edad Media). La versión de Lane fue depurada, e ilustrada por William Harvey.

### Matrimonio
En 1840, Lane se casó con Nafeesah, una mujer greco-egipcia que originalmente le habían presentado, o que fue comprada por él como esclava cuando tenía alrededor de ocho años, y que se había comprometido a educar.

### El Diccionario y otros trabajos
Desde 1842, Lane se dedicó a la monumental Arabic-English Lexicon, aunque encontró tiempo para contribuir en varios artículos de la revista Deutsche Gesellschaft Morgenländische.
Las selecciones del Corán de Lane, aparecieron en 1843. No fue un éxito comercial, ni de las críticas. Lane viajó por tercera vez a Egipto, junto con su esposa, su hermana y dos sobrinos, para recoger materiales para el diccionario previsto, el Lexicon Árabe-Inglés, cuando se estaba imprimiendo.
Lane no pudo completar su diccionario. Había llegado a la letra Qäf, la letra 21 del alfabeto árabe, pero en 1876 murió en Worthing, Sussex. El sobrino nieto de Lane, Stanley Lane-Poole, terminó el trabajo basándose en sus notas incompletas y lo publicó veinte años después de su muerte.
En 1854, fue publicado un trabajo anónimo titulado The Genesis of the Earth and of Man (Génesis de la Tierra y del Hombre), editado por su sobrino Reginald Stuart Poole. El trabajo fue atribuido por algunos a Lane.
La parte relativa a la historia antigua de El Cairo y la topografía en la Descripción de Egipto, basado en la obra de Al-Maqrizi y en las propias observaciones de Lane, fue revisada por Reginald Stuart Poole en 1847 y publicada en 1896 como Cairo Fifty Years Ago (El Cairo hace cincuenta años). La Description of Egypt (Descripción de Egipto) fue publicado por la Universidad Americana en Cairo Press en el año 2000.
Los manuscritos y dibujos de Lane están depositados en el archivo del Griffith Institute, en la Universidad de Oxford.
Lane murió el 10 de agosto de 1876 y está enterrado en el West Norwood Cemetery.

### Biografías
- Ahmed, Leila (1978). Edward W Lane. London: Longman.
- Lane-Poole, Stanley (1877). Life of Edward William Lane. London: Williams and Norgate.
- Thompson, Jason (2010). Edward William Lane: The Life of the Pioneering Egyptologist and Orientalist, 1801-1876. Cairo: American University in Cairo Press.